# История пивоварения

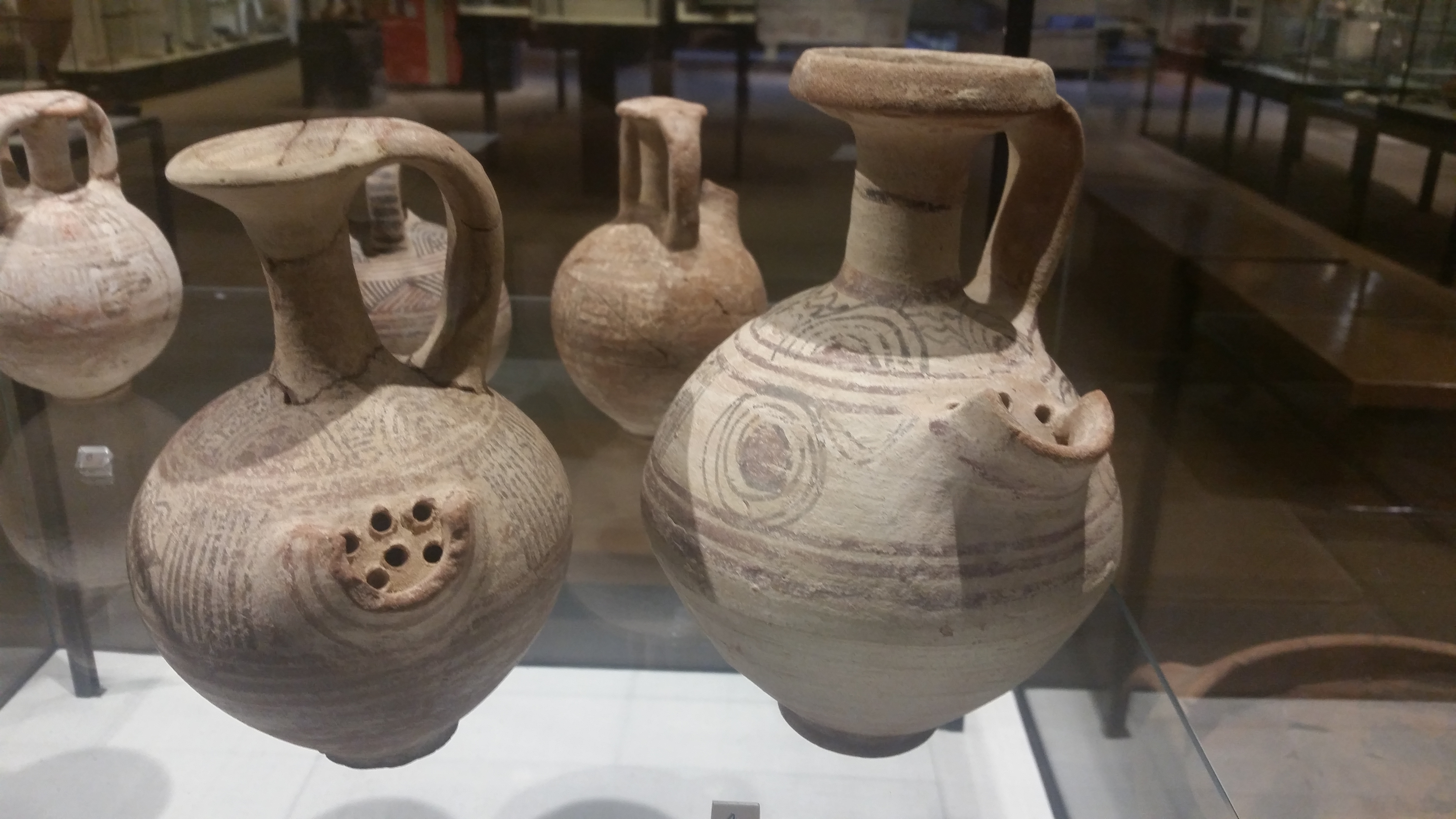
Филистимские кувшины для пива

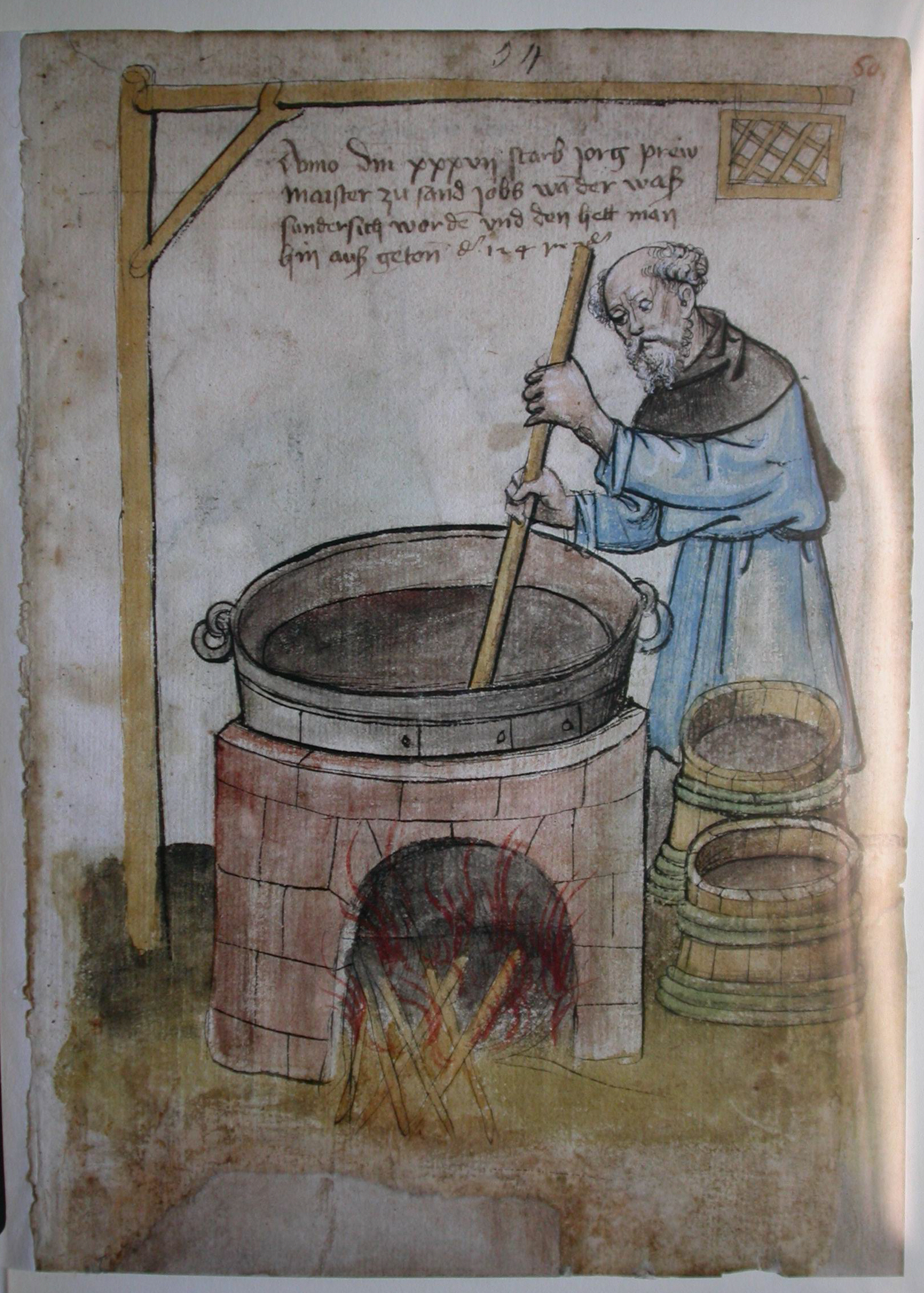
Пивовар XV века из Hausbuch der Mendelschen Zwölfbrüderstiftung (1437 год)

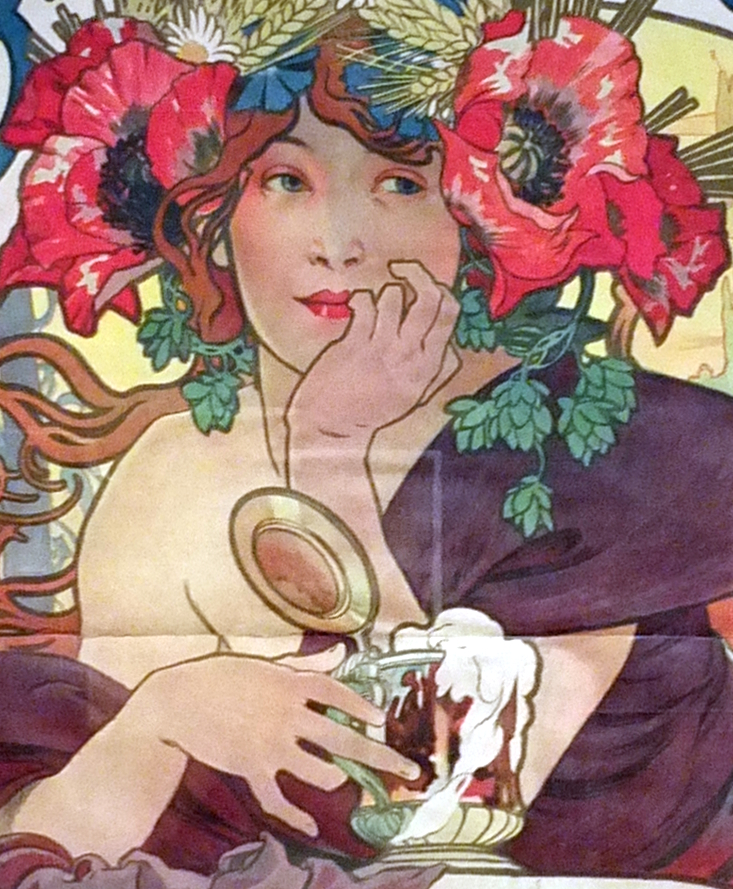
Женщина, пьющая пиво. Альфонс Муха, 1897

История пивоварения восходит к эпохе неолита. Пиво — один из древнейших напитков, издавна известный наряду с мёдом, квасом и вином. Его изготавливали уже шумеры, а затем — египтяне. Первое пиво изготавливали, оставляя в воде зерно (либо хлеб, или кашу), также вскоре туда стали добавлять солод; пили раннее пиво через трубочку. Всё древнее пиво — продукт верхового брожения пекарских дрожжей, из-за чего всё оно относилось к классу элей. Пиво было важнейшим пищевым продуктом в Европе и Африке из-за загрязнения источников чистой воды. В древней Азии пиво не получило широкого распространения.
В Средневековье центр пивоварения переместился в Европу ввиду коранического запрета на употребление алкоголя. В слабые и легко скисающие эли стали добавлять консервант — хмель. С древнейших времён и вплоть до конца Средних веков пивоварением занимались преимущественно женщины, в Европе их вытеснили из профессии монахи: монастыри превратились в главные центры изготовления пива. В баварских монастырях в XV веке был изобретён лагер, пиво низового брожения. Лагер было намного проще транспортировать, благодаря чему этот класс пива вытеснил эль во многих странах. Бавария стала центром пивоварения и инноваций; там были приняты строгие законы «о чистоте пива». На Севере Европы эли долго продолжали держать первенство в популярности.
Во многих странах появились собственные сорта пива, однако механизация производства привела к закрытию огромного количества мелких пивоварен. Этот процесс ускорился в XX столетии после открытия деталей спиртового брожения. Возрождение пивоварения в домашних условиях и в мелких заведениях общественного питания произошло в XXI столетии.

## Древность

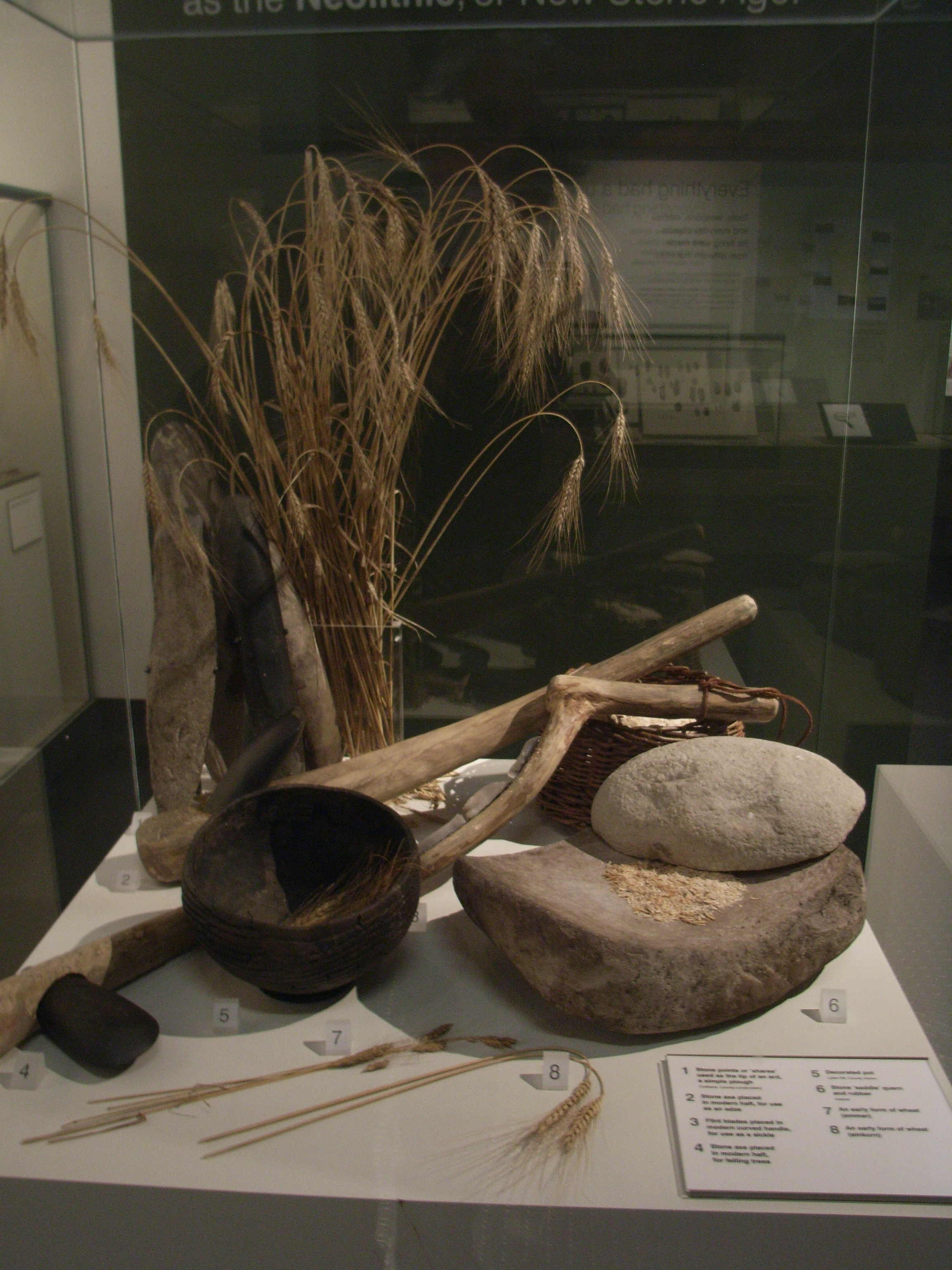
Неолитические приспособления для растирания зерна

Пиво — древнейший напиток, известный человечеству. Пивоварение началось в далёкой древности, причём до этого люди (и их предки) употребляли забродивший сок деревьев и фруктов. Высказывается версия, что первое пиво появилось в результате контролируемой ферментации урожая, позволявшей сохранить питательные вещества зерна за счёт свежести.
Известно несколько мест, где пивоварение могло идти в 8 тысячелетии до н. э. и ранее: в Гёбекли-Тепе обнаружены пустотелые контейнеры, в которых могла идти ферментация диких злаков, в пещере Ракефет в Израиле имеются следы густого кашеобразного пива, сваренного в 11 тысячелетии до нашей эры.

### Месопотамия

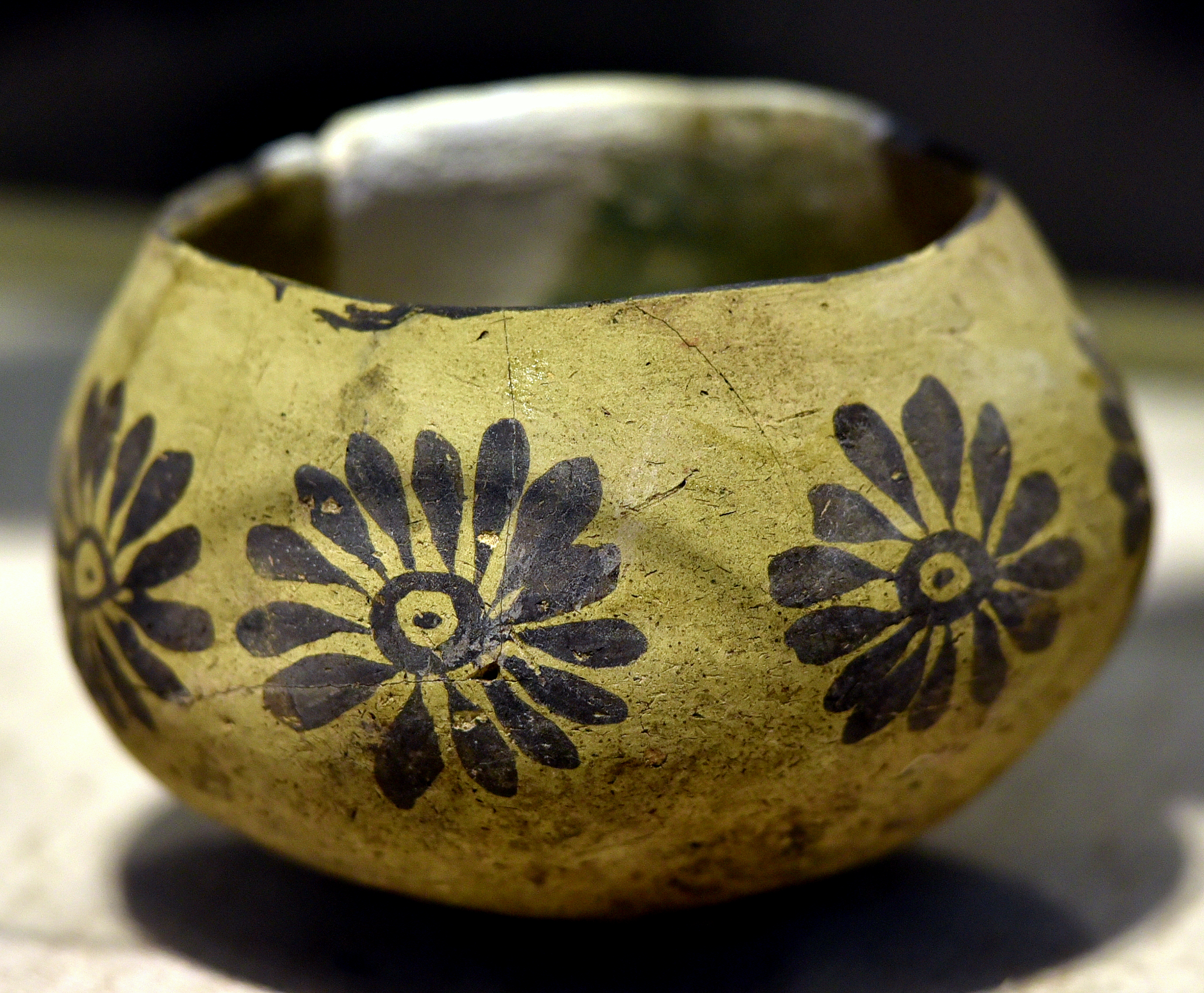
Аккадская керамика. Телул-эт-Талатат, 3000 лет до н. э.

Точное время начала пивоварения неизвестно, однако археологические данные свидетельствуют, что пиво варили в Месопотамии в 6 тысячелетии до нашей эры. Одомашнивание важнейших для пивоварения злаковых культур — ячменя, пшеницы и ржи — произошло не позднее 8 тыс. до н. э. в Плодородном полумесяце. Из пшениц для пивоварения наиболее важны однозернянка, двузернянка и пшеница мягкая; все виды одомашненного ячменя и ржи принадлежат к видам ячмень обыкновенный и рожь посевная, соответственно.
Предполагается тесная связь между пивоварением и хлебопечением. Неизвестно, что появилось раньше — хлеб или пиво, однако высказывается соображение, что хлеб, вероятно, появился раньше, так как одомашнивание злаков произошло до появления гончарного дела, необходимого для пивоварения. Первоначальный рецепт пива, скорее всего, включал вымачивание в воде хлеба из ферментированного теста либо требовал приготовления каши из разваренного зерна, которая затем скисала. Сырьём для первого пива наверняка был ячмень, так как среди зерновых он содержит больше всего амилазы, которая расщепляет крахмал на олигосахариды. Через некоторое время для пива начали использовать пророщенное зерно (солод), а также добавлять в ферментирующееся сырьё немного пива из прошлой партии для закваски. За ферментацию первого пива отвечали как дрожжи, так и лактобациллы, из-за чего оно имело кислый вкус.
Пивоварением занимались женщины. Для приготовления шумерского пива ячмень проращивали, сушили на огне или воздухе, затем удаляли проростки, смалывали полученный солод и добавляли к выпеченным из простого ячменя с подсластителями и специями «пивным хлебам». Первое пиво пили из больших общих сосудов через длинные соломинки, отфильтровывавшие твёрдые частички. Бедняки пользовались тростинками, а богатейшие люди заказывали соломинки из золота и серебра, инкрустированные самоцветами. К 1800 году до н. э. пиво стали фильтровать перед подачей, и соломинки вышли из употребления.
Пиво пользовалось большой популярностью: оно было безопаснее воды, которую зачастую загрязняли отходы сельского хозяйства. К 3500 году до н. э. в Уруке уже появилось более 20 сортов пива: «крепкое», «красно-коричневое», «прессованное», «тёмное», «доброе тёмное» и другие. Пиво было очень важно для шумеров: его приготовление описано в Эпосе о Гильгамеше, а в Законах Хаммурапи содержатся указания по пивоварению и продаже готового напитка. Пивом платили зарплату: так, рабочие получали силу (сила — около литра) пива в день, чиновники низших рангов — 2, высших — до 5. Пиво шумеров было очень густым и питательным, оно выполняло важную роль в шумерском обществе; им заведовала отдельная богиня Нинкаси.

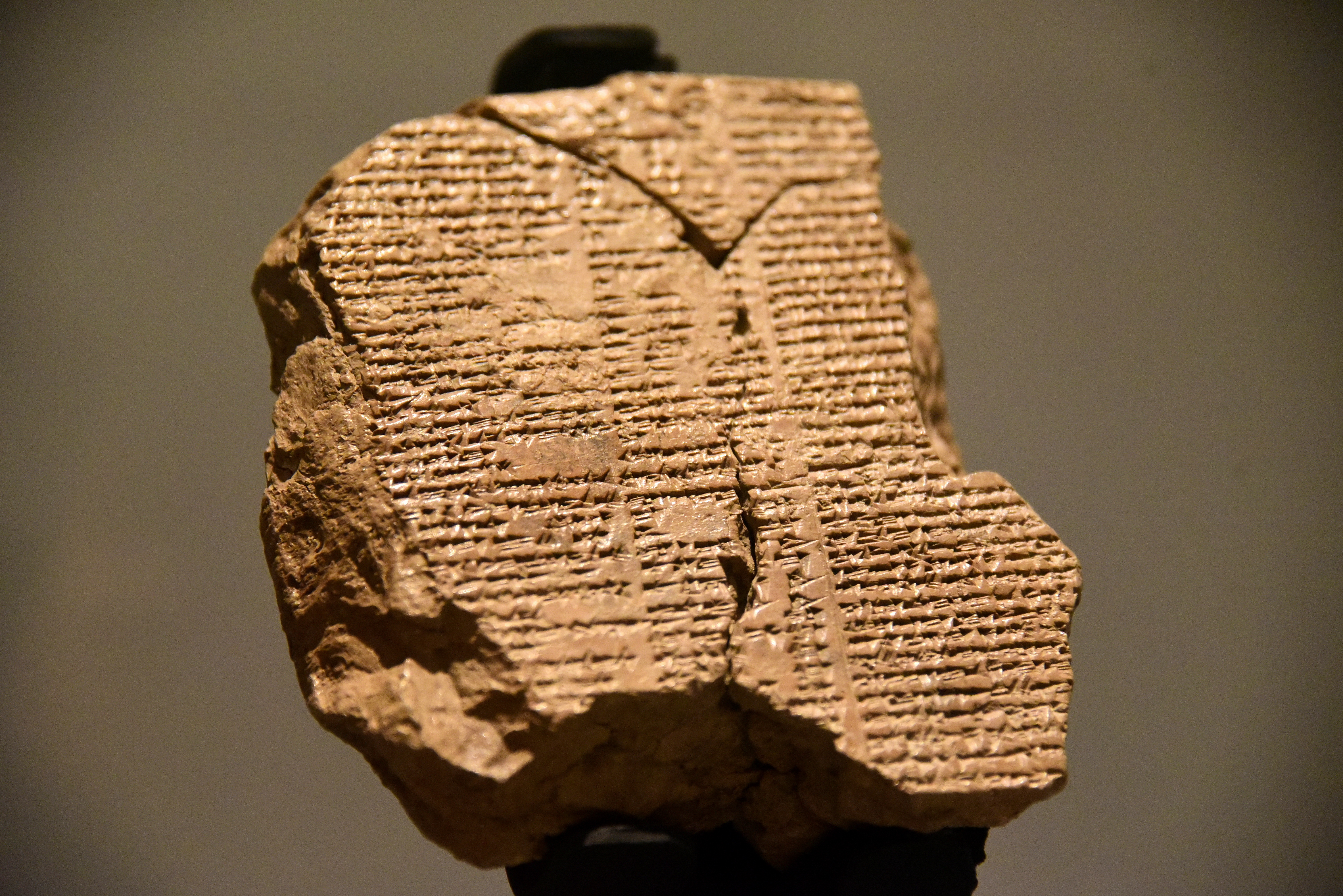
Одна из табличек Эпоса о Гильгамеше
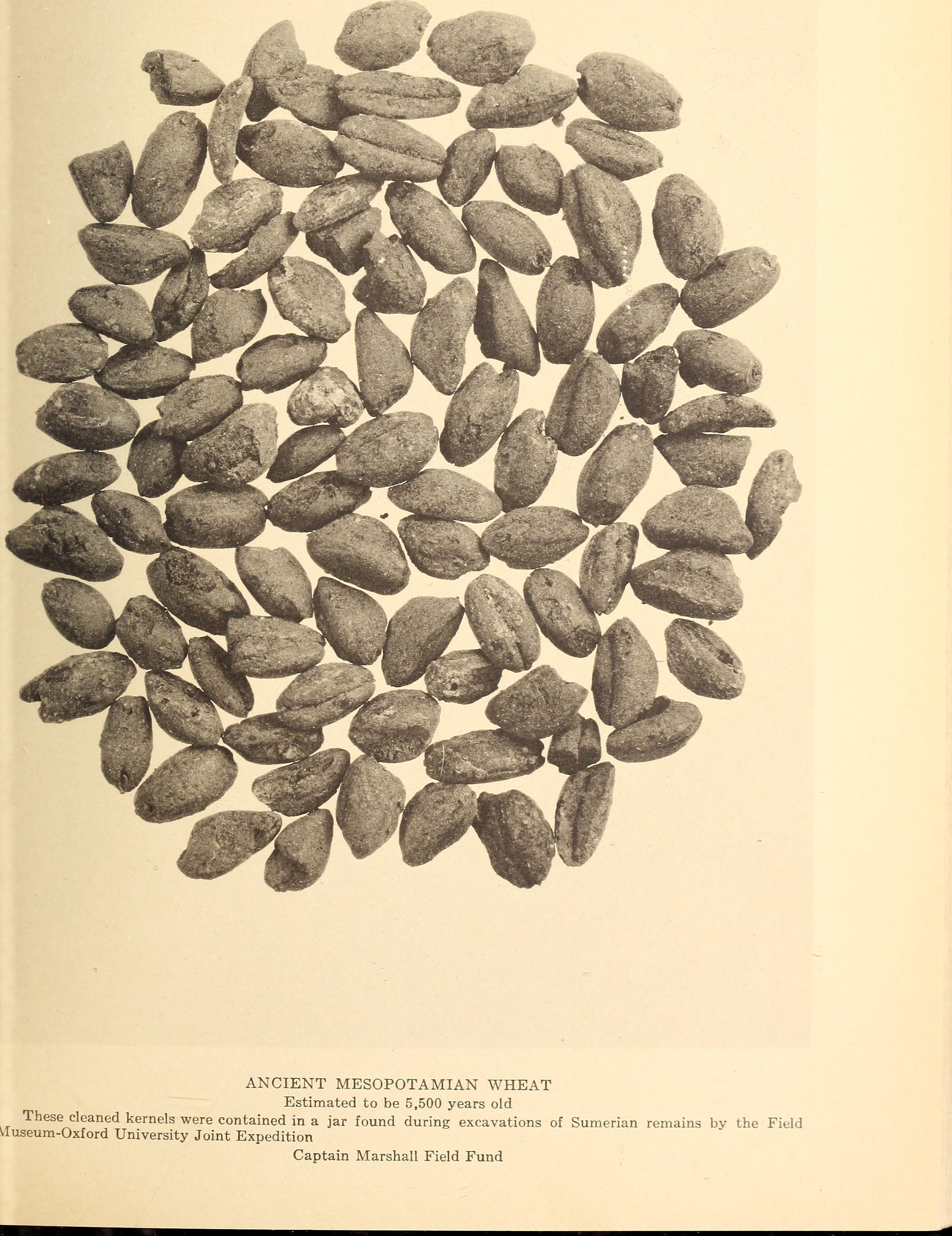
Пшеница, собранная шумерами в 3500 году до н. э.
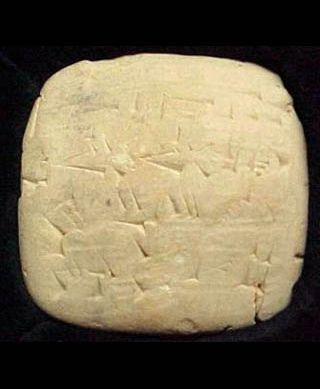
Клинописная квитанция о получении от пивовара Алулу 4,5 литров пива сорта «лучшее»

### Древний Египет

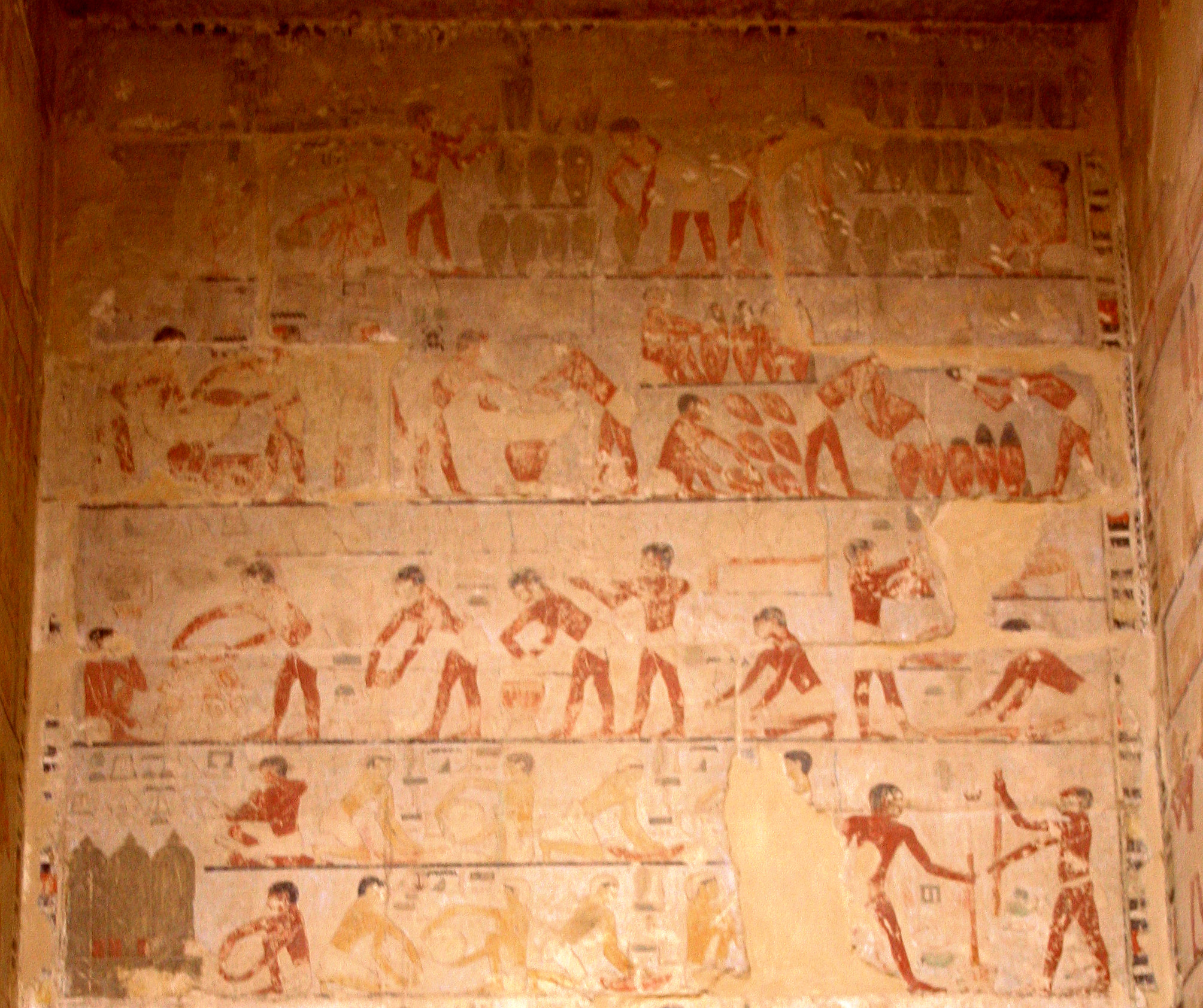
Мастаба Ти, изображение пивоварения

Древние египтяне также любили пиво и употребляли его в большом количестве, так как пить простую воду часто было опасно. Ввиду похожести раннего египетского и шумерского пива исследователи заключают, что первый рецепт скорее всего попал в Египет из Шумера. Как и там, в Египте пивоварением изначально занимались женщины при покровительстве Тененет и Хатхор; считалось, что их обучил этому Осирис. Позже варить пиво стали мужчины.
В 3000 годах до н. э. процесс пивоварения уже был широко известен; этот напиток экспортировали по Средиземному морю из Пелузия. Изготовление ячменного пива упомянуто в Книге мёртвых. Его пили все слои населения, им выплачивалось жалование, его подавали на праздники. Строители великих пирамид в Гизе получали пиво трижды в день, египетские врачи прописывали больным лечебные пивные коктейли.
Древнеегипетское пиво готовили из смолотого солода пшеницы двузернянки и других злаков либо из выпеченного дрожжевого хлеба аналогично квасу; готовый продукт ароматизировали поручейником сахарным, мёдом и соком фиников. Оно было густым и питательным (особенно если его не фильтровали), нефильтрованное пиво подавали рабам. Позднее египетские пивовары начали использовать ячмень и пшеницу двузернянку, смешанные с солодом ещё до ферментации.

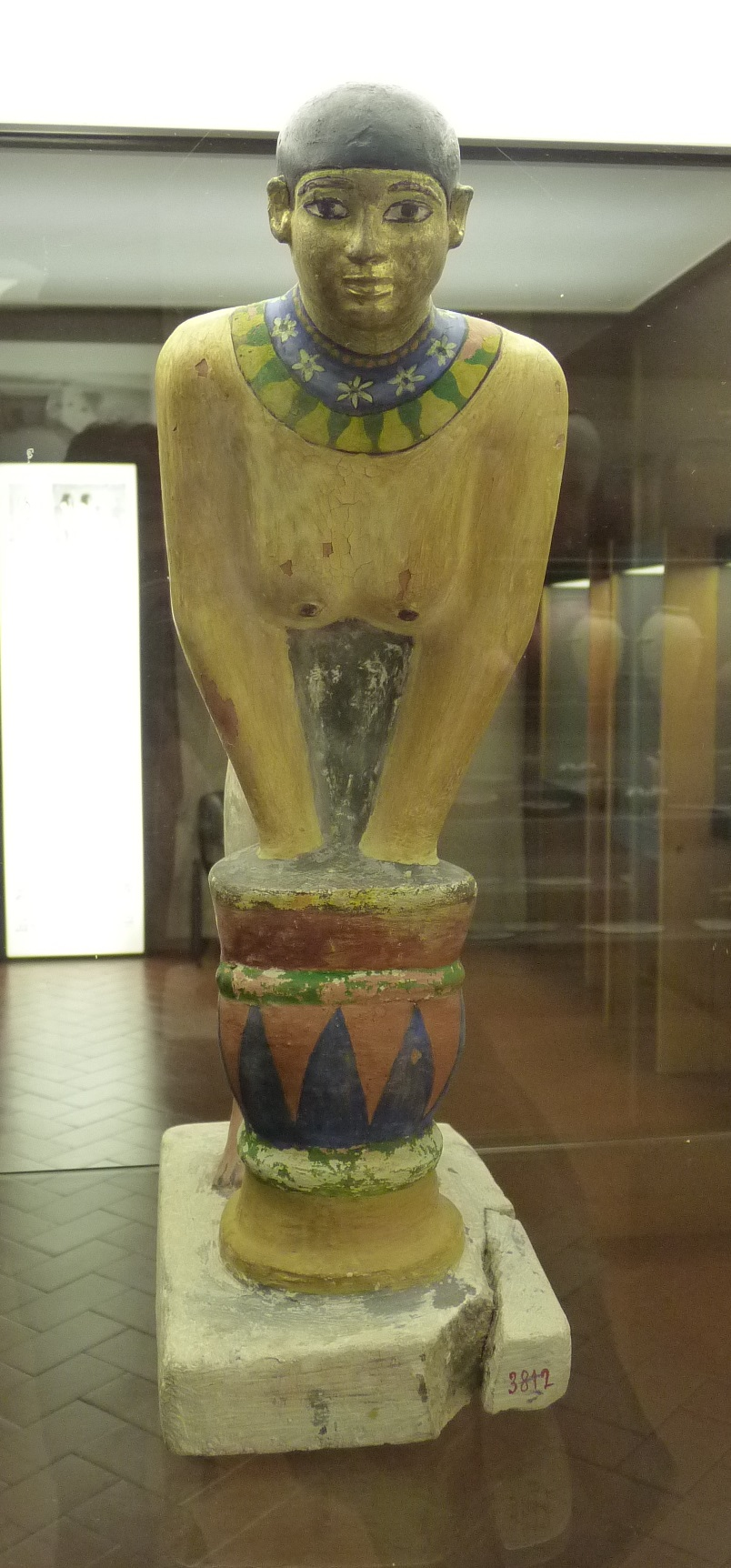
Женщина, варящая пиво; 5—6 династия
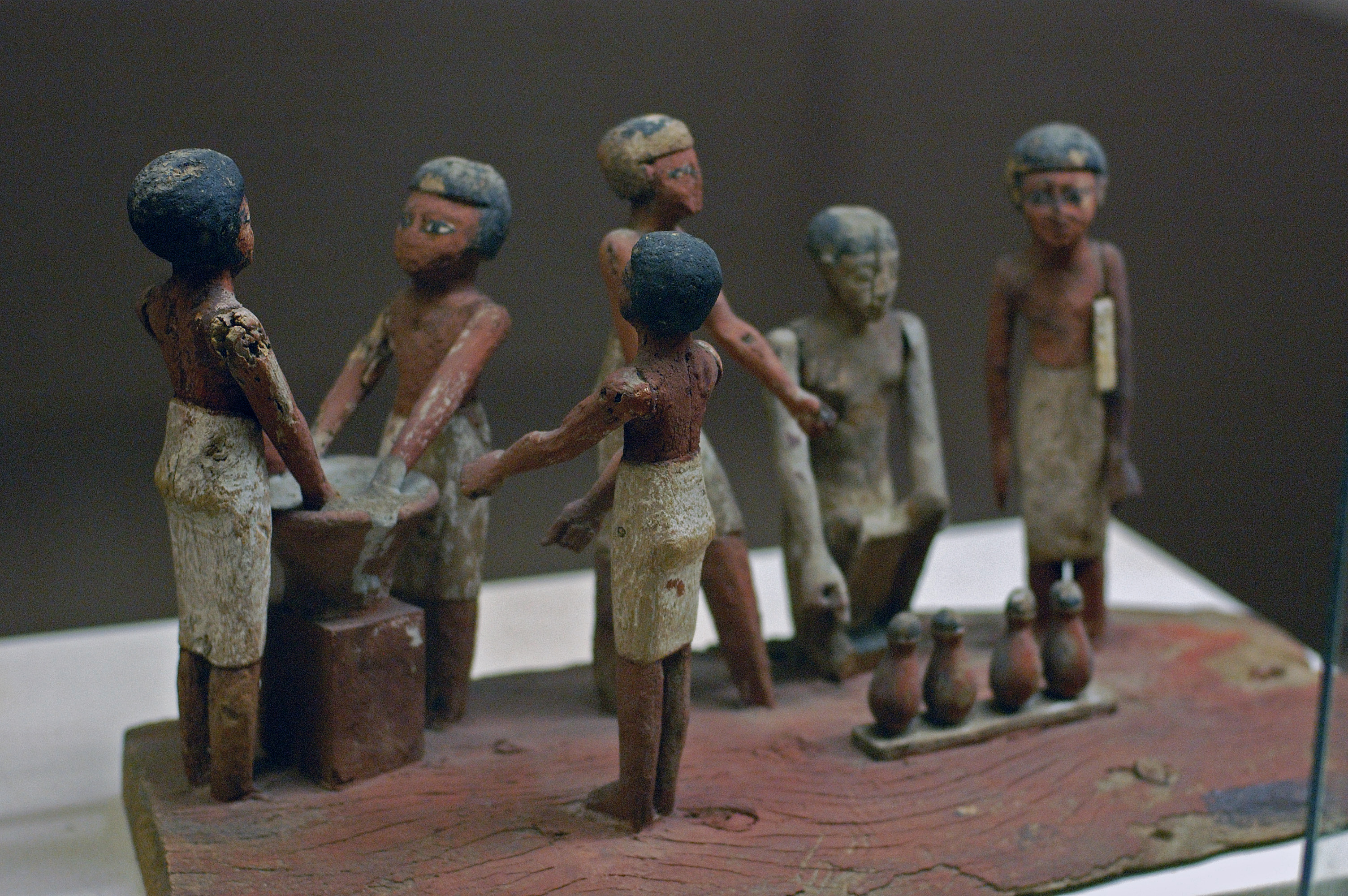
Деревянные статуэтки пивоваров
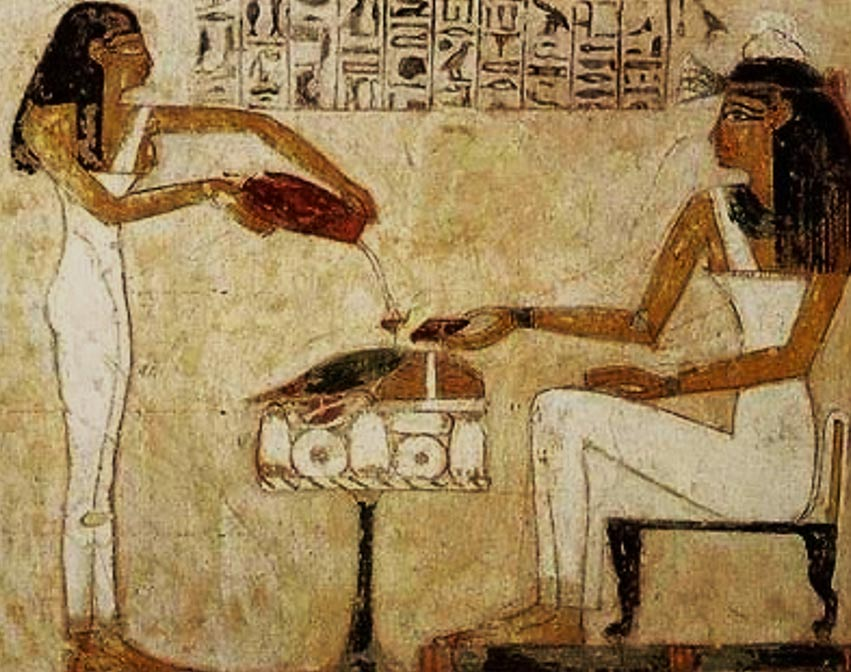
Египтянки с пивом
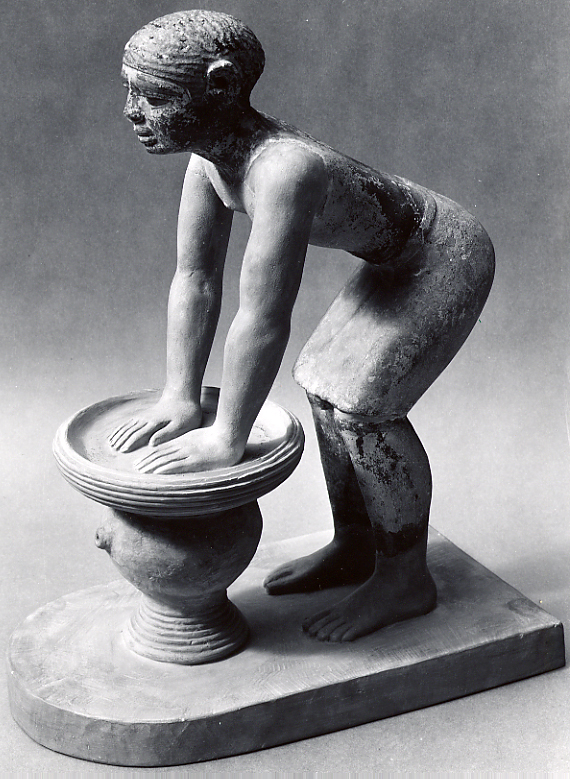
Мужчина, варящий пиво; 5 династия

### Древняя Греция
Из Египта пиво попало в Древнюю Грецию, откуда распространилось по Европе; греки считали пиво напитком варваров.

### Древний Рим
В Древнем Риме пиво считали низким дурнопахнущим напитком, в отличие от «божественного» вина. Тацит указывал, что кельты, германцы, саксы, скифы и фракийцы пьют «отвратительное варево», то есть, пиво.

### Северная и Западная Европа
Первые археологические следы пивоварения в Северной Европе датируются 3200—2500 годами до нашей эры: пиво готовили обитатели поселения Скара-Брей, следы пива найдены в могиле Девушки из Эгтведа, похороненной около 1357 года до нашей эры.
В 1500-х годах до н. э. германские племена насыпали ячмень в специально вырытые канавы и заливали водой. После того, как он начинал прорастать, с краёв канавы разводили костры, прекращавшие прорастание солода и дававшие пиву тёмный цвет и аромат дыма. Рядом с канавами, где готовили солод, обнаружены семена белены, которые могли добавлять в напиток. Выращивать зерновые в северных регионах Европы сложно, поэтому в пиво часто добавляли мёд, ягоды и другие продукты. Первым известным пивоваром Британии был римлянин Атректус, прибывший туда в начале I века нашей эры.

### Древний Китай
В Древнем Китае алкоголь начали готовить не позднее 4000 года до н. э., первые письменные свидетельства с описанием производства появились в 1324—1066 году. Раскопки неолитического поселения Цзяху показали, что некий алкогольный напиток, совмещающий черты рисового пива, виноградно-рафиолепсисного вина и мёда, там готовили в 9000—7600 годах до нашей эры.
Китайцы пили «цзю» кит. 酒, пиньинь jiǔ крепостью около 10—15 градусов, которое готовили из проса и пшена. Рецепт включал выпекание лепёшки, которая затем скисала, и погружение её в сусло. Во время правления династии Тан (VII—X века) цзю готовили из клейкого риса и могара; китайские рецепты распространились по всей Юго-Восточной Азии.

## Средние века
После распространения ислама по Ближнему Востоку и Африке пивоварение оказалось там в упадке из-за коранического запрета на «вино», интерпретированного как запрет на любой алкоголь. Вместо этого производство пива расцвело в Европе, хотя о средневековом европейском пивоварении повествует не очень много источников.

### Северная и Западная Европа

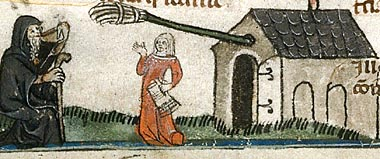
Пивная, рисунок ок. 1300 года

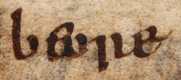
Слово beore, означающее пиво. Беовульф, ок. VIII века

Как и в Леванте, в Европе пиво широко употреблялось как безопасная альтернатива воде. Большинство населения пило слабое ячменное пиво, а богатые и знать могли себе позволить пить более крепкие сорта пива и сладкую медовуху.
Венанций Фортунат сообщал о том, что германские попойки зачастую оканчивались драками со смертельным исходом. Алеманнская правда свидетельствует, что в 719 году по закону все германцы могли варить пиво дома; в Великобритании домашнее пивоварение распространилось в XII столетии. Викинги брали пиво с собой в плавания в 800-х годах нашей эры.
Слово «эль» (англ. en, ale) существовало уже в древнеанглийском языке (в форме ealu), а там появилось из общегерманского корня *aluth; при этом до XVII века оно означало напиток, при производстве которого не использовался хмель, в отличие от слова beer. Как и везде, изготовлением пива на территории современной Великобритании занимались женщины, которых именовали словом alewife; они продавали эль в пивоварнях, которые сами и держали. Мужчины начали вытеснять женщин из этой сферы в XIV веке, когда они стали формировать гильдии пивоваров. Британский эль до XVI столетия готовился без хмеля, и пиво часто прокисало.
Средневековая христианская церковь предпочитала пиву вино, которое подавали на причастии, и к пиву поначалу относилась с подозрением. Тем не менее, монастыри стали первым крупным центром пивоварения в Средние века: известно, что этот напиток изготовляли в бенидиктинских монастырях: в швейцарском Монастыре Святого Галла и баварском Вайхенштефанском аббатстве пиво для себя и на продажу варили в VII—VIII веках. Траппистское пиво производится монастырями со Средних веков и в XXI веке. Именно монастырское пивоварение ответственно за изменение гендерных ролей, так как до него за пиво всегда отвечали женщины.
С ростом городов в них появлялись и питейные заведения, которые сами начали варить пиво. Севернонемецкие города требовали от пивоварен покупки лицензии и облагали пиво большим налогом, а ганзейские города экспортировали своё пиво в больших объёмах. Монастырская монополия прекратила своё существование.
В южной Германии монастыри были основными поставщиками пива в Средние века, в частности, в Баварии, которая оставалась преимущественно винодельческим регионом до Тридцатилетней войны. Во время войны баварские виноградники оказались уничтожены, их заменили монастырские пивоварни, где в начале XV века был изобретён лагер — пиво низового брожения. Все ранние виды монастырского пива были элями, где за ферментацию обычно отвечают Saccharomyces cerevisiae — также известные как «пекарские» или «винные» — наибольшая активность которых требовала температуры около 21° C. В лагерах же бродили другие дрожжи, Saccharomyces pastorianus, которые требовали 4,5° C а также опускались вниз ёмкости, оставляя наверху тёмную, прозрачную и газированную жидкость вместо светлой мутной жидкости в элях.
В 1516 году закон О чистоте пива разрешал баварским пивоварам лишь три ингредиента: воду, несоложёный ячмень и хмель. Похожий закон был принят в 1551 году в Мюнхене, однако севернонемецкие города отказывались его принять до самого конца XIX века. Пшеничное пиво попадало в опалу по причине конкуренции за сырьё с хлебопечением. Другой баварский юридический запрет касался производства пива в летний зной (оно легко скисало). Подобные законы создавались для того, чтобы держать высокую марку качества, обеспечивающую высокие продажи.

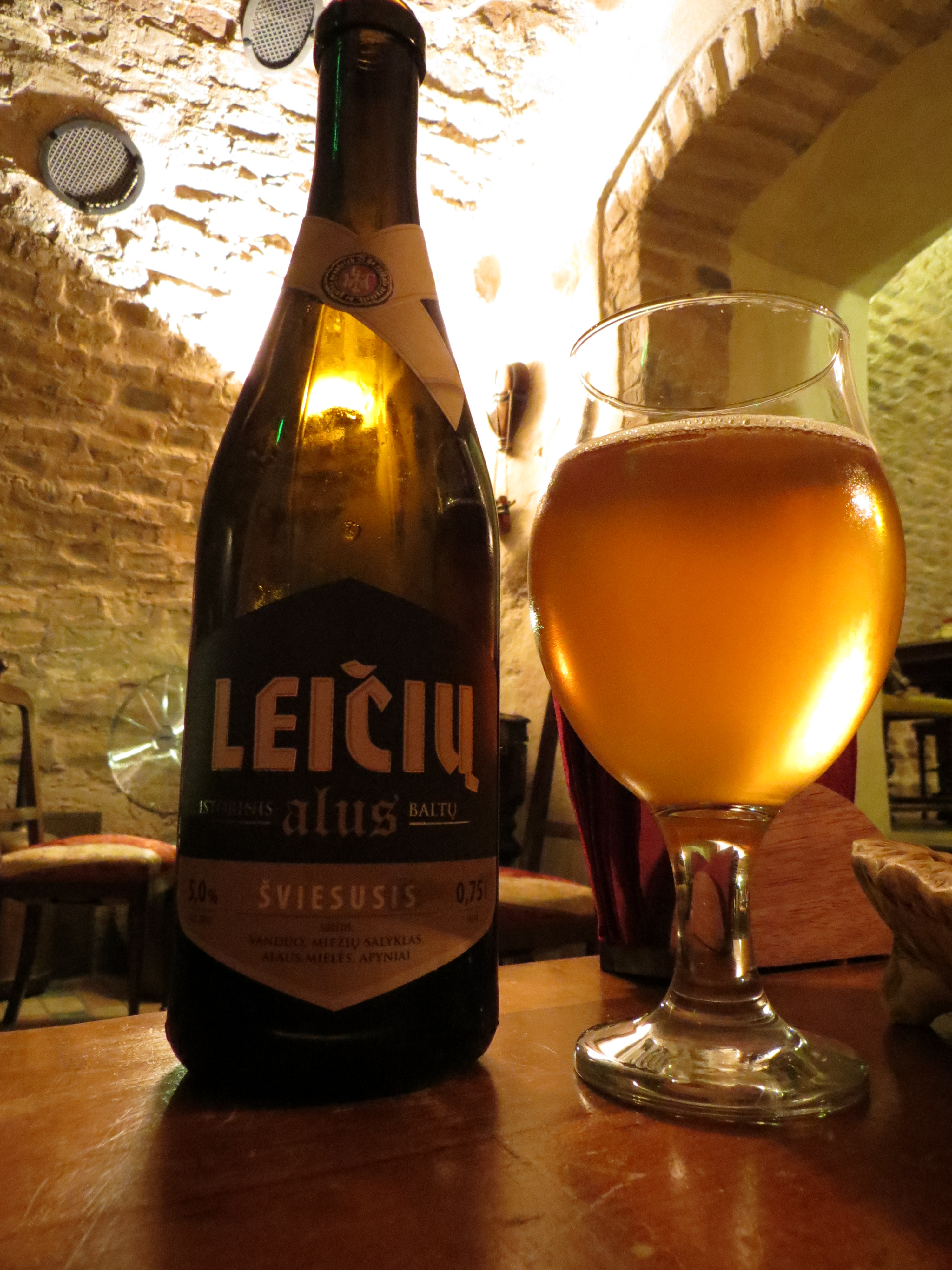
Непрозрачный литовский эль
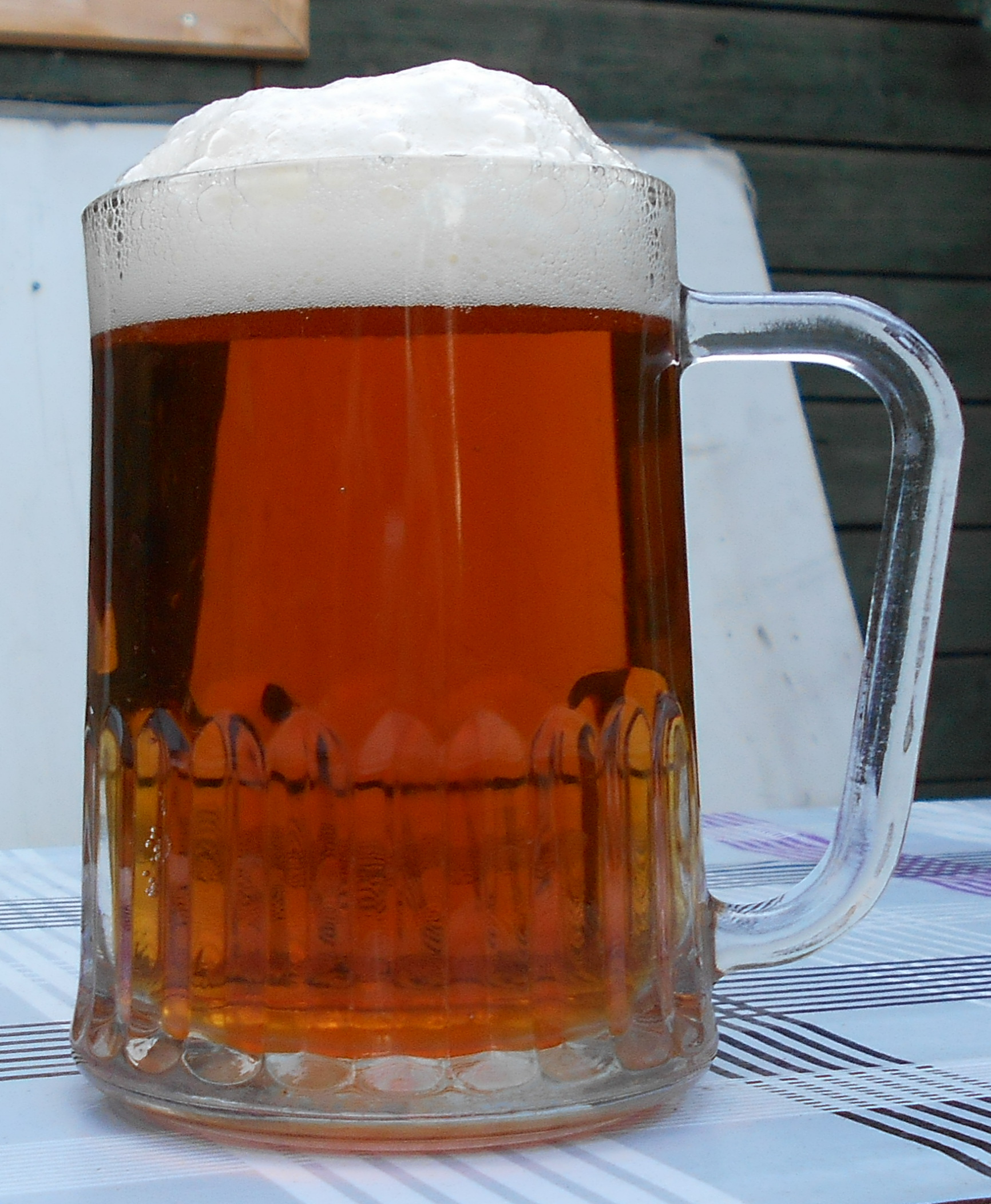
Прозрачный венский лагер

#### Хмель

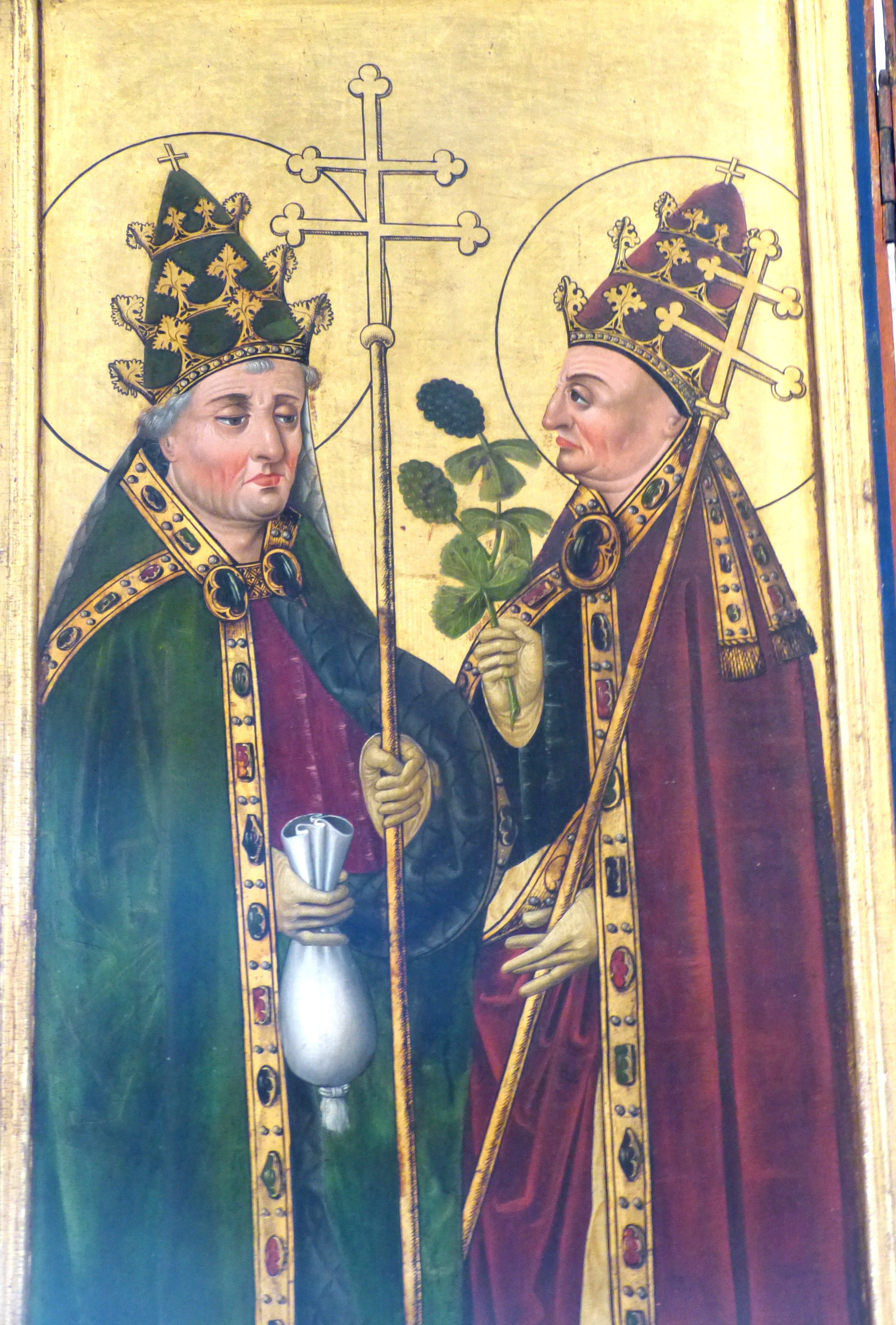
Изображение папы Урбана I с хмелем в руке. Церковь Святых Иоганна и Мартина в Швабахе, 1490

Неизвестно точно, когда в пиво начали добавлять хмель; судя по имеющимся письменным упоминаниям, это произошло между 764 и 1156 годом. Культивация хмеля началась в Баварии в 764 году, вероятно, после контакта со славянами, а в 1156 году вышла Физика Хильдегарды Бингенской, где в качестве добавок к пиву упоминаются хмель и грюйт (грюйтом называли смесь трав и специй, прежде всего листьев восковницы). Хмель понемногу вытеснил грюйт из употребления.
Консервирующий эффект хмеля повлиял и на торговлю: без него торговать можно было только крепким пивом, хмель же позволял хранить и перевозить на дальние расстояния более дешёвое в производстве слабое пиво. Тем не менее, хмель завоёвывал своё место в пиве очень медленно: несмотря на то, что его активно использовали в Нидерландах уже в самом начале XV века, в Англии его добавлению в пиво сопротивлялись ещё около ста лет, так как из-за него вместо крепкого сладкого пива получалось более слабое и горькое, пусть и с бо́льшим сроком хранения.

### Киевская Русь
В IX веке пивоварение наряду с медоварением было широко распространено на землях Киевской Руси, Новгородских, Псковских и Полоцких княжеств.
Пиво и мед варились всеми сословиями, оба напитка были предметами внутренней и внешней торговли.
Существует мнение, что ранее, в VII—IX веках восточные славяне пиво варили из проса и ржи, которые были широко распространены, однако затем в Х-XII веках пиво всё чаще начинают изготавливать из ячменного солода и муки.
В Новгороде бочки для варки напитка из ячменя были найдены в большинстве раскопанных домов, новгородское вече принимало закон, устанавливавший цену на пиво и требования к качеству пива.
К XI веку на Руси стали распространяться питейные заведения — корчмы.
С развитием пивоварения во многих русских княжествах начало развиваться хмелеводство, впервые же хмель упоминается в Лаврентьевской летописи 985 года.
В Новгородской берестяной грамоте № 3 (1360—1380 годы) упоминаются перевар и ячменное пиво.
На Руси устраивались общинные «пивные праздники» (братчина).
Для праздничных поминальных обрядов «женили пиво» — добавляли в пиво мёд (ср. «мёд-пиво» русских сказок).
Главными пивоварами на Руси слыли монахи.
Пиво различали по крепости: от лёгкого (2°), среднего, крепкого, до очень крепкого (30°). Иностранцы, путешествовавшие по Руси, описывали местное пиво как вкусное, но мутное.
Во времена Ивана III было введено исключительное право казны на варку пива на продажу, и пиво вместе с хлебным вином стали продавать в царёвых кабаках, со временем хлебное вино все больше вытесняло пиво.
К концу XVI — началу XVII в. запрет на торговлю пивом действовал в городах, а для собственного употребления горожане могли варить пиво («пивца сварити») только в исключительных случаях; Борис Годунов (1598—1605) ввел на варку пива возрастной ценз.
В XVII веке крестьянам разрешалось самим варить пиво, брагу и мёд четыре раза в году, обычно в Великий день (Пасху), Дмитриевскую субботу, на Масленицу и на Коляду (Рождество Христово), такие праздничные застолья назывались «особым пивцом»; позже пиво разрешалось варить самим к нескольким другим церковным праздникам, к крестинам, свадьбам.

## XVI—XX века

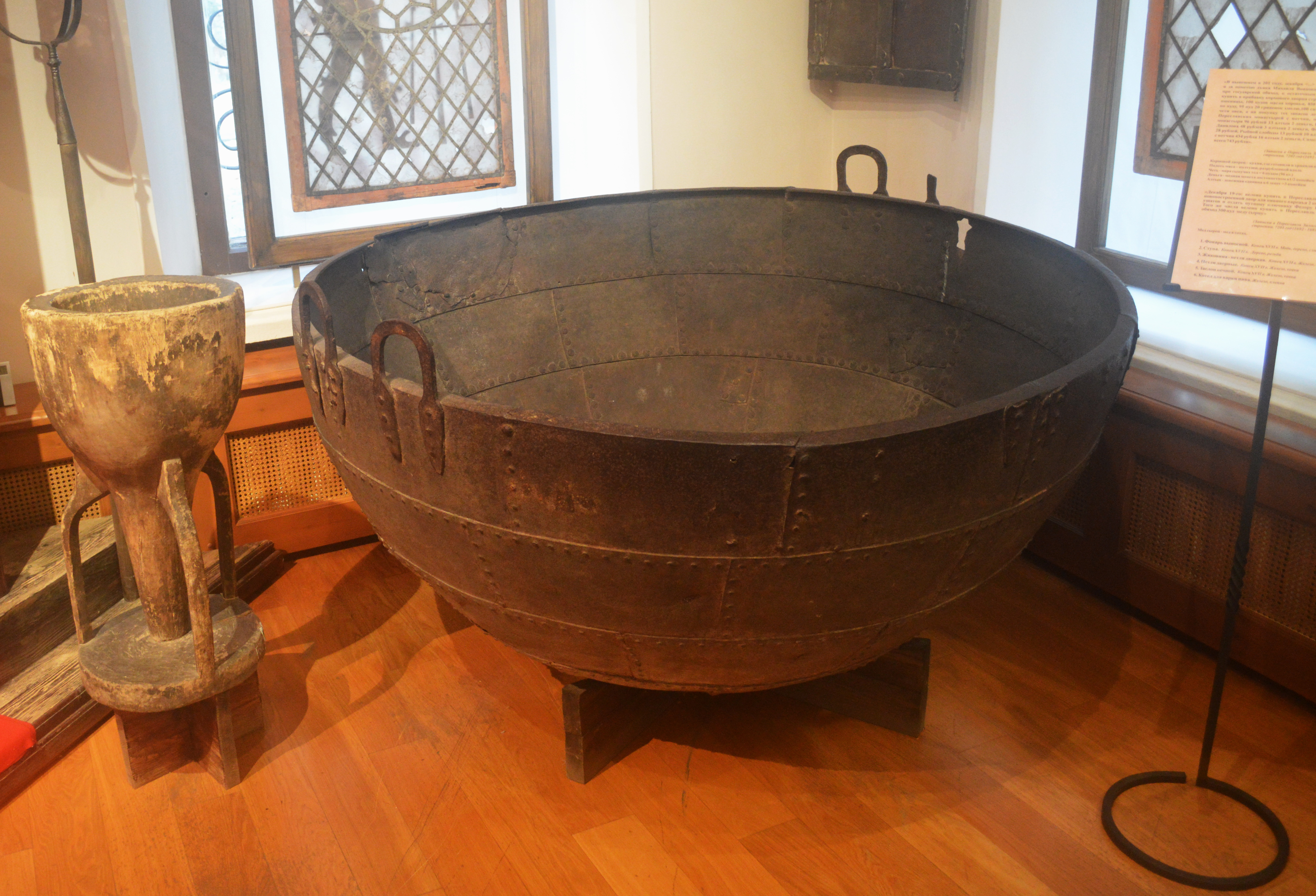
Котёл для варки пива. Россия, конец XVII в.

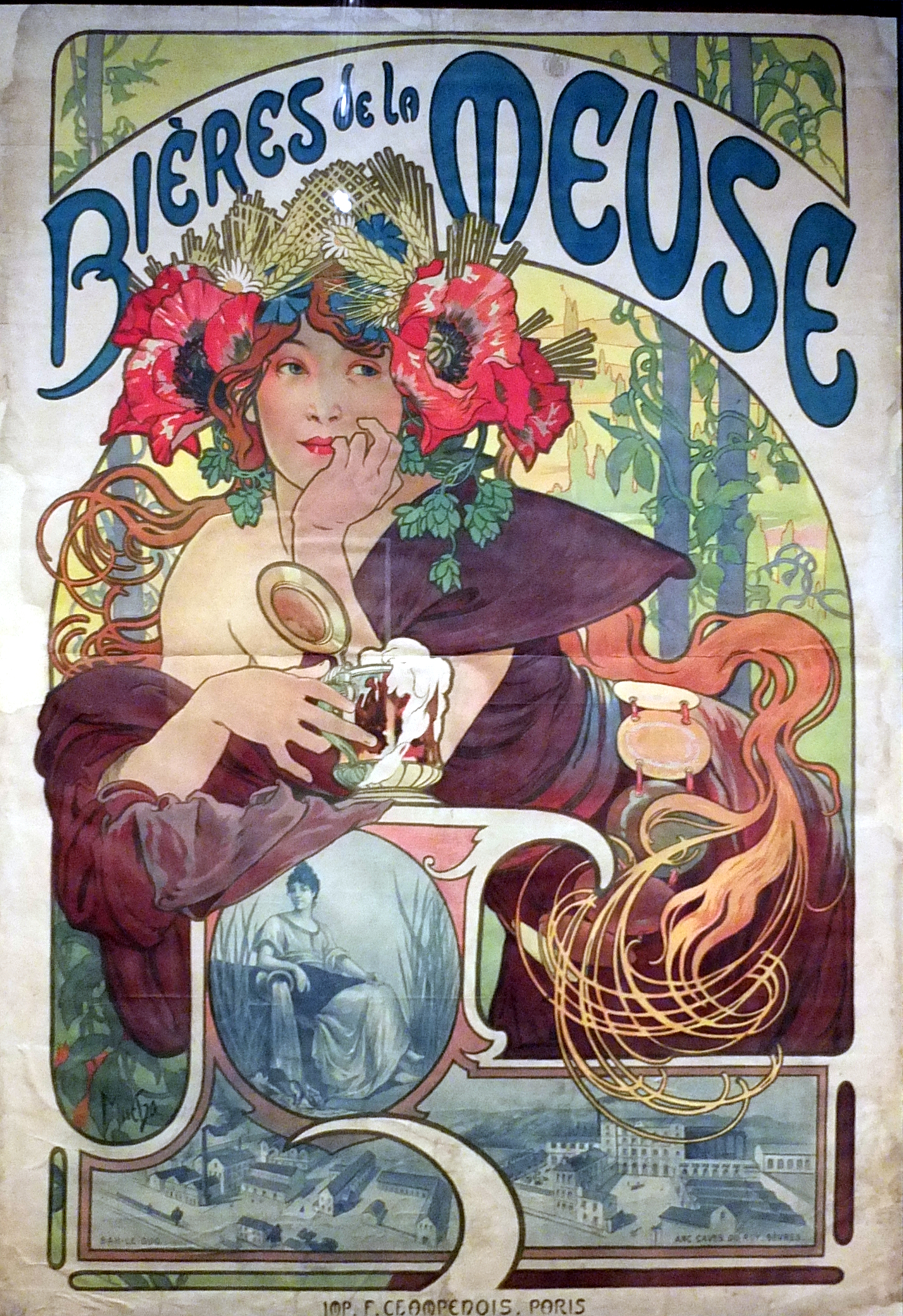
Рекламный плакат Альфонса Мухи, 1897

Нико Пиросмани. Вывеска (между 1862—1919 годами)

Несмотря на существующий идеал умеренности, потребление алкоголя в это время в целом было высоким. В XVI веке потребление алкогольных напитков достигло 100 литров в год на человека. В Вальядолиде, Испания, и Польше крестьяне потребляли до трех литров пива в сутки. В Ковентри, Англия, среднее количество потребленного пива и эля составляло около 17 литров на человека в неделю. Шведы потребляли пива в 40 раз больше, чем сейчас. Английские моряки получали галлон пива в день, в то время как солдаты получали две трети галлона (галлон — мера объёма в английской системе мер, соответствующая от 3,79 до 4,55 литра, в зависимости от страны употребления). В Дании привычное потребление пива составляло один галлон в сутки для взрослого человека.

### Россия
Промышленное производство пива появилось в России в конце XVII века, а уже в начале XVIII века только в Москве было более 200 пивоваренных заводов. В то же время было разрешено варить свое пиво помещикам и крестьянам, что привело к росту частных малых и средних кустарных пивоварен. Однако распространение откупной системы и рост водочной торговли способствовали повышению цен на пиво и падению местного пивоварения. Богатые люди стали выписывать импортное пиво, особенно ценилось английское пиво «мом» и «эль»; популярным стало и местное пиво на «английский манер». Хотя хмель издавна выращивался и был предметом торговли в России, для пивоваренного производства использовался большей частью импортный хмель. В начале XIX века откупная система была на какое-то время отменена и введена казенная продажа вина и пива, в 1819 году вышел указ «Об акцизе с пивоварения», пиво и мед стали предметом свободной продажи с уплатой акциза. Число пивоваренных заводов начало расти, наиболее серьёзные центры пивоварения того времени — Москва, Ст.-Петербург и Калуга. Приготовление пива и меда без акциза разрешалось в деревнях для домашнего потребления и с различными ограничениями на объёмы и время производства. Потребление пива в 1820-х годах только в Москве составляло 2 млн ведер в год. Новое введение откупа привело к снижению производства и потребления пива (в Москве в 1858 году — 300 тысяч ведер), а новая отмена — к росту; в 1863 году 1912 пивоваренных заводов России производили 4,7 млн ведер пива в год. К этому времени большие усовершенствованные заводы, изготовляющие пиво с помощью новейших приборов и технологий, начинают вытеснять с рынка мелкие пивоварни с ручным кустарным производством; исчезает разница между летним и зимним пивом. Развивается хмелеводство, российский хмель экспортируется за границу. В 1896 году был образован «Союз пивоваренных заводчиков России».
Перед сельскими храмовыми престольными праздниками в некоторых сёлах варили домашнее пиво, которое по крепости значительно превосходило пиво заводского изготовления. Пиво изготавливалось в особо устраиваемых близ ручьёв и речек пивоварнях.

### Германия
С XVI века лагер постепенно распространился по всей Германии, кроме северных и западных регионов, где до начала XX века пили эль.
В 1906 году требования к «чистоте» лагера (аналогичные закону О чистоте пива) были приняты по всей Германской империи с двумя исключениями: несколько особых элей (альтбир, кёльш и берлинер-вайсе) могли использовать пшеничный солод, а также разрешалось готовить чисто пшеничное пиво. Севернонемецкие города были вынуждены признать поражение и принять этот закон, так как в противном случае Бавария отказывалась войти в Веймарскую республику.

### Бельгия
Количество разновидностей бельгийского пива очень велико для страны такого небольшого размера. Отчасти это обусловлено климатом страны: виноград здесь не вызревает, и местное вино оттого не производится. В Бельгии варят солодовые эли-дуббели и трипели, блонд-эли, янтарный эль, «шампанское пиво», коричневый и красный фландрийские эли, сезонное пиво, Бьер-де-Гарды, а также ламбик, у которого есть фруктовые разновидности: вишнёвый крик, малиновый фрамбуаз, персиковый пешерес и другие; ламбики, в которые добавляется более выдержанное пиво того же сорта, называется гёзе, а если запуск ферментации в ламбике производится сахаром, то фаро.
Бельгийские пивовары так же, как и немецкие, в основном были монахами, однако, в отличие от восточных соседей, продолжали производить преимущественно эль. При этом большинство бельгийских монастырей прекратило существование во время Нидерландской революции и последовавших за ней конфликтов XVI—XVIII веков, из-за чего современные бельгийские «монастырские эли» в основном производятся в восстановленных с тех пор аббатствах. Особая разновидность монастырского пива — траппистский эль, который варили в аббатствах монахов-траппистов, отколовшихся от цистерианского ордена в 1664 году; все пивоварни траппистов, кроме одной, основаны после 1835 года.
Несмотря на широкий ассортимент бельгийских элей, самой популярной разновидностью пива в стране является лёгкий лагер типа пильзнера.

### Великобритания
В Великобритании также продолжал доминировать эль, лагер стали пить только после окончания Второй мировой войны. В XVIII веке там появился новый вид крепкого (крепостью 6 % и более) пива верхового брожения из жжёного солода, портер, в который добавляли много хмеля. Портер был первым видом британского пива, который можно было производить в промышленных объёмах, а частные пивоварни не могли конкурировать с крупными пивзаводами. Технология обжарки солода также изменилась: вместо дерева или угля сушилки ячмень стали нагревать бездымным коксом, благодаря чему распространились светлосолодовые сорта пива.
Британский эль распространился по колониям Великобритании, включая США и Карибы. Также Британия экспортировала в Российскую империю крепкий «русский имперский стаут» и балтийский портер. Колонизация Индии привела к появлению нового сорта пива, названного индийский пейл-эль. Приехавшие в Индию британцы отказывались пить местные алкогольные напитки, а варить пиво на месте было очень сложно из-за жаркого климата; британские пивовары стали добавлять в старый эль больше хмеля для сохранности и возить его в Индию. Старый эль был немного крепче большинства сортов пива, его выдерживали в бочках до двух лет, а путь в Индию занимал несколько месяцев. Помимо Индии это пиво стали возить также в Австралию и другие колонии, а затем и в Европу.
В XVIII веке в Ирландии, которой тогда правил король Англии, пивоварение находилось в упадке вплоть до момента, когда пивоварня Артура Гиннесса переключилась с эля на тёмный портер. Гиннесс и его потомки производили исключительно высококачественный очень тёмный портер с лёгким горелым привкусом, позднее переименованный в «экстра-стаут». Во время Первой мировой войны в Великобритании было запрещено обжаривать солод до тёмного цвета, и популярность пива Guinness из уже независимой Ирландии возросла ещё сильнее.
С конца 1930-х в Англии распространился новый способ хранения пива: алюминиевые кеги, где напиток находился под давлением. Такие кеги и насосы, поставляющие пиво в краны, постепенно вытеснили традиционные пивные помпы, соединённые с бочками, из которых жидкость вытекала благодаря мускульному усилию.

### Богемия
Богемское пивоварение развивалось под влиянием южнонемецкой традиции, но его не ограничивали законы о чистоте, ввиду чего его качество сильно варьировалось.
В 1838 году падение стандартов производства в богемском Пльзене стало причиной беспорядков, во время которых горожане прикатили к ратуше несколько десятков бочек пива и вылили их у входа. Городские власти наняли баварского пивовара Йозефа Гролла, который сварил первый пильзнер, получивший высокую оценку современников.

### Азия
В Японию пиво привезли нидерландские торговцы, однако они варили его для себя и не продавали местным. После насильственного открытия Японии для международной торговли там начали варить и пиво. В XXI веке оно стало самым популярным японским напитком.
В Китае пиво появилось в 1903 году, когда в Циндао открылась немецкая пивоварня.

### США и Канада
В начале XIX века в США было 150 пивоварен. С 1840-х немецкие иммигранты начали варить лагер в США и он постепенно вытеснил эль: в 1860 эль составлял больше 75 % производимого пива. В то же время, с 1873 до 1918 года количество пивоварен сократилось с 4131 до 1092, а в 1961 году их осталось всего 230.
В Канаде варить пиво начали в монастыре Нотр-Дам-дез-Анж (фр. Notre Dame des Anges) в Квебеке.

#### Колониальная Америка
Самое начало колониальной истории США связано с пивом: пассажиры судна Мейфлауэр высадились на мысе Кейп-Код вместо земли в северной Виргинии из-за того, что у них почти кончилось пиво.
Промышленное пивоварение начали нидерландские и британские переселенцы, это произошло в последней четверти XVI века. В XVIII столетии крупнейшими центрами пивоварения стали Нью-Йорк и Филадельфия.

## XXI век

Потребление пива в мире в литрах. Статистика 2016 года

Французский химик и микробиолог Луи Пастер обнаружил, что дрожжи, вызывающие брожение пива, представляют собой живые организмы. Это открытие позволило с большей точностью осуществлять контроль над превращением сахара в спирт. Датский ботаник Эмиль Христиан Хансен внёс очень важный вклад в развитие пивоварения. Всю свою жизнь он исследовал и классифицировал виды дрожжей. Помимо прочего, он работал над выведением чистого штамма дрожжей для пивоварения. Его разработки буквально произвели революцию в пивоваренной промышленности.
Бурное развитие техники и технологии пивоварения привели к полной индустриализации отрасли и практически вытеснили из обихода домашнее и кустарное производство. Однако в последние годы наблюдается возврат на рынок мини- и микропивоварен, оснащённых совершенным оборудованием.

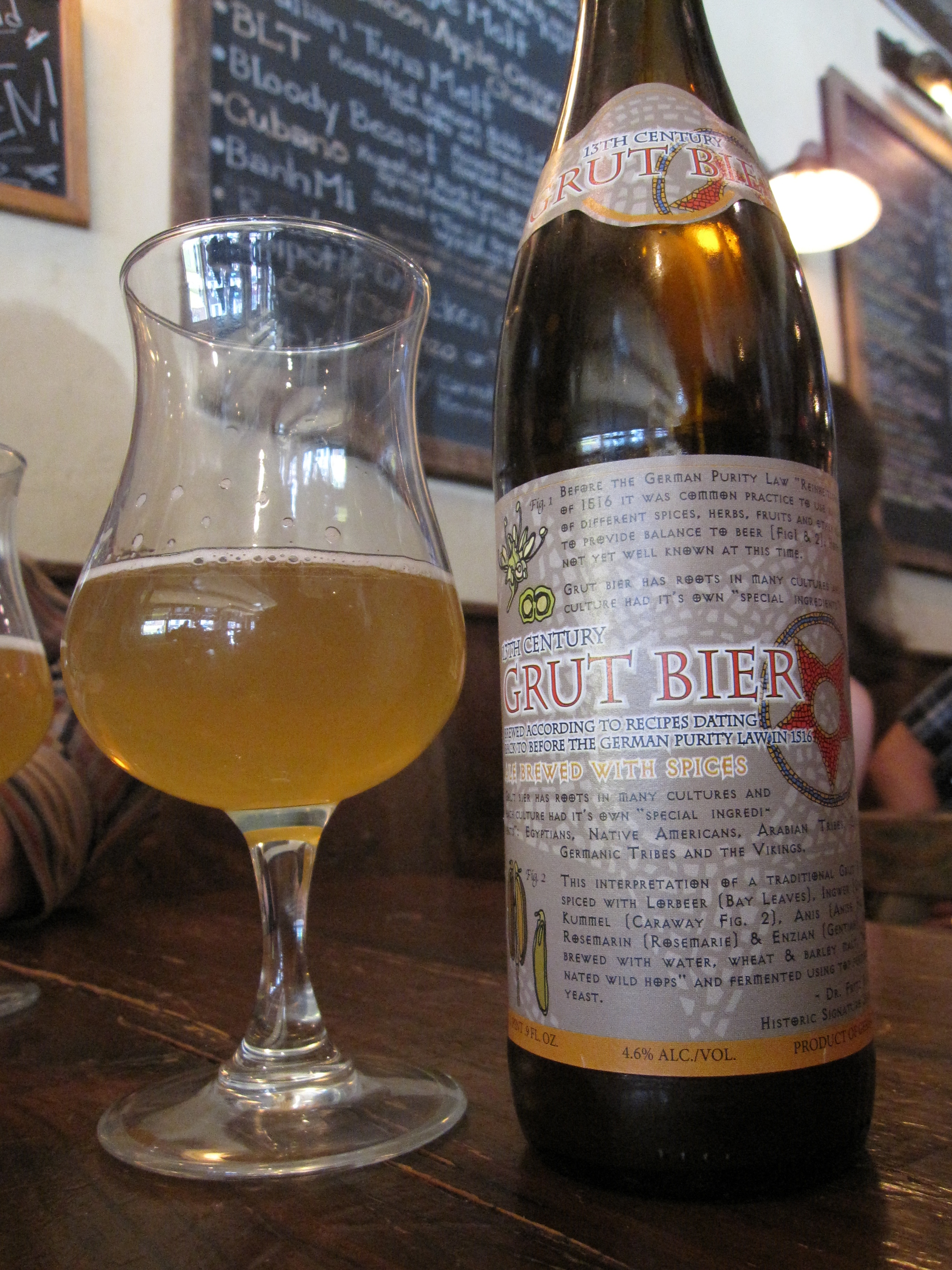
Современное пиво, сваренное по рецепту XIII века
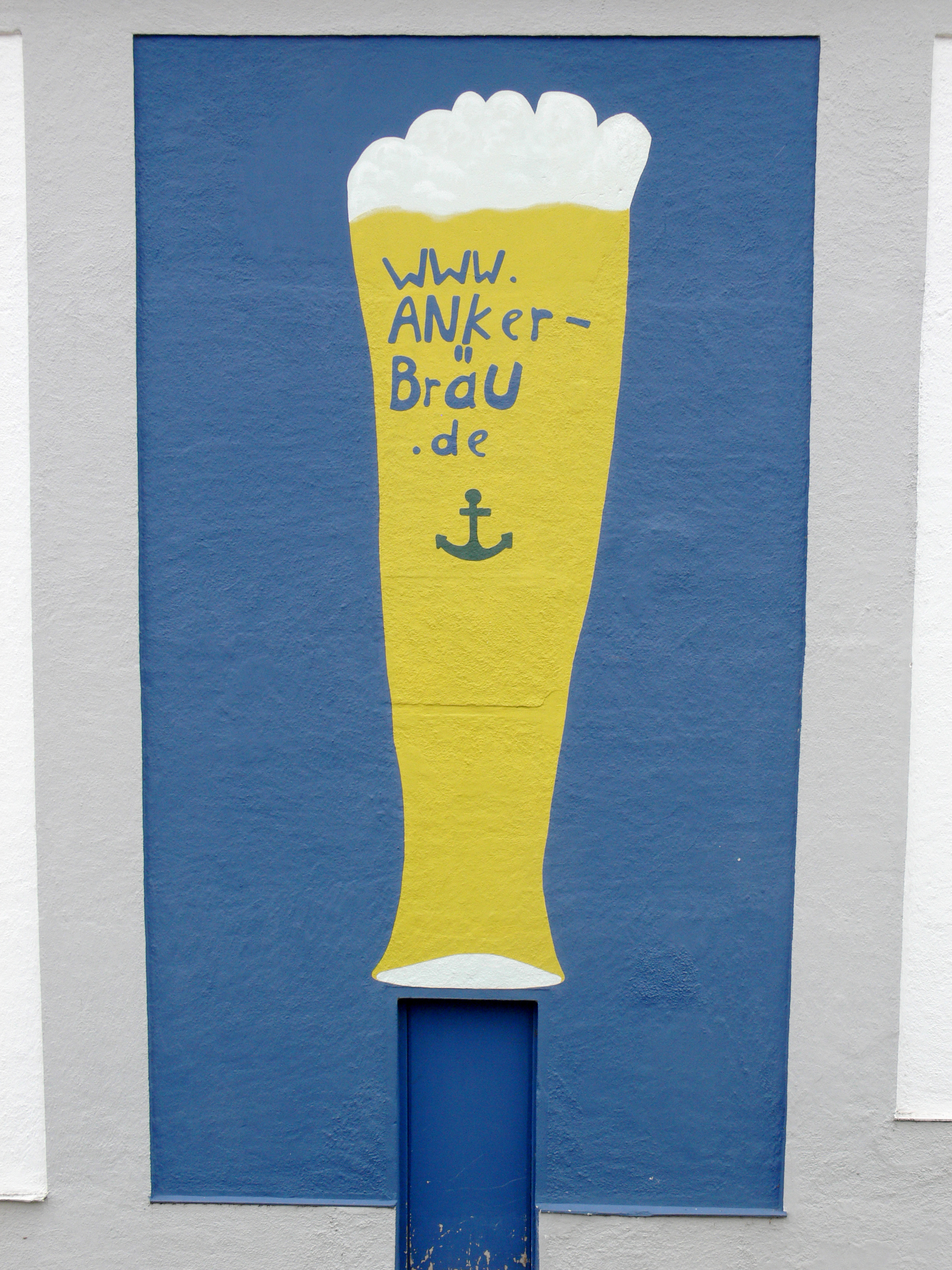
Граффити, изображающее бокал пива, Бавария